# 홀리랜드 (2012년 드라마)
《홀리랜드》는 2012년 4월 28일부터 2012년 5월 19일까지 수퍼액션에서 방송된 4부작 드라마이다. 이 드라마는 일본 만화가 모리 코우지의 《홀리랜드》 (ホーリーランド)를 원작으로, 영화 《여고괴담》 · 《폭력서클》 등을 연출한 박기형 감독이 연출과 각본을 맡았다.

## 줄거리
주인공 강유는 왜소한 체구와 내성적인 성격으로 집에서나 사회에서 외면 받는 삶을 살아가고 있다. 어느 날 우연히 헌책방에서 복싱 교본을 얻어 연습한 원 투 스트레이트로 싸움에 대해 눈 뜨게 된다. 이후 불량배들과 이어지는 싸움 속에 '사냥꾼'이라 불리는 밤거리의 파이터로 다시 태어나게 되면서 자아를 찾아간다.

## 등장 인물

### 주요 인물
| 연기자 | 배역   | 일본판                               | 배역 설명 |
| ------ | ------ | ------------------------------------ | --- |
| 동호   | 강유   | 카미시로 유우 역 (이시가키 유마)     | 불량배 사냥꾼. 왜소한 체구에 내성적인 성격으로 집에서나 사회에서 외면 받는 그저 그런 나약한 존재였지만, 어느 날 복싱 교본을 손에 넣으며 숨겨져 있던 싸움 본능을 각성하면서 불량배 사냥꾼으로 거듭난다. |
| 성웅   | 전상호 | 이자와 마사키 역 (토쿠야마 히데노리) | 강유의 멘토. 복싱을 기본으로 한 압도적인 싸움 실력을 바탕으로 불량배들에게는 공포의 대상이자 젊은이들이 모이는 도심 밤거리에서 ‘거리의 카리스마’라고 불리고 있다.                                      |
| 주다영 | 전상미 | 이자와 마이 역 (미즈타니 유리)       | 거리의 카리스마로 불리는 상호의 하나뿐인 여동생으로, 오빠와 비슷한 강유를 좋아한다. 거친 밤거리에서 강유가 쓰러지지 않고 일어설 수 있는 또 하나의 의미가 된다.                                         |
| 훈     | 강태식 | 미도리가와 쇼고 역 (스즈키 신지)     | 공수도 유단자로 실전 태권도의 고수이자 웨이터들의 모임인 진성회에 속한 열혈남이다. 강유의 소문을 듣고 맞대결을 벌이지만 이후 강유와 의기투합하고 마음과 기술을 나누는 친한 사이가 된다.                |

### 주변 인물
| 연기자 | 배역   | 일본판 | 배역 설명 |
| ------ | ------ | ------ | --------- |
| 이재원 | 조광수 |        |           |
| 이희석 | 오민기 |        |           |
| 동현배 | 오민수 |        |           |
| 윤봉길 | 박철웅 |        |           |
| 박주형 | 최대한 |        |           |
| 탁트인 | 장용석 |        |           |
| 민우혁 | 황석구 |        |           |
| 이창주 | 엄대진 |        |           |
| 정유민 | 미경   |        |           |
| 박선규 | 악어   |        |           |
| 심명섭 | 참새   |        |           |
| 강혁준 | 흑곰   |        |           |
| 승규   | 두꺼비 |        |           |
| 김기두 | 재석   |        |           |
| 김태훈 | 창배   |        |           |
| 장세윤 | 로사   |        |           |
| 손용화 | 반장   |        |           |
| 김범석 | 형사   |        |           |

### 그 외
- 김요한 : 강유 대역
- 정연 : 강초회 정연 역
- 이양석 : 강초회 이양석 역
- 이정연 : 진성회 이정연 역
- 이규호 : 진성회 이규호 역
- 서원봉 : 진성회 서원봉 역
- 김기덕 : 지하도 양아치 역
- 김오목 : 수다남1 역
- 원태윤 : 수다남2 역
- 이명헌 : 등산로 양아치1 역
- 안재우 : 등산로 양아치2 역
- 유정호 : 등산로 양아치3 역
- 고대환 : 등산로 양아치4 역
- 장창순 : 불량배 역
- 정현중 : 주먹 양아치1 역
- 김지훈 : 주먹 양아치2 역
- 김호경 : 주먹 양아치3 역
- 김민기 : 주먹 양아치4 역
- 이종혁 : 진성회 이종혁 역
- 문일택 : 진성회 문일택 역
- 김효민 : 진성회 김효민 역
- 김주영 : 진성회 김주영 역
- 김경로 : 건섭패거리1 역
- 차승우 : 건섭패거리2 역
- 염동진 : Bar 중년남 역

### 특별 출연
- 박재훈 : 한민국 역

### 우정출연
- 구도영 : 건섭 역
- 유사라 : 장용석의 여자친구 역

## 같이 보기
- 일본판 드라마 《홀리랜드》